# مونيكا برافو
مونيكا برافو (بالإسبانية: Monika Bravo)‏ هي رسامة كولومبية، ولدت في 1964 في بوغوتا في كولومبيا.